# 渡辺宏志
渡辺 宏志（わたなべ ひろし、1970年11月19日 - ）は、日本のプロレスラー。

## 経歴
新日本プロレス学校出身。前後には金子武雄の営むスカイジムに通っていた。
1993年、W★INGプロモーションに入門したがデビュー前に退団。
1994年、SGPに入門。9月4日、SGP千葉ポートアリーナサブアリーナ大会の対宮本猛戦でデビュー。
2001年12月、SGPを退団。
2002年1月、ターザン後藤一派に入団。
2006年3月、ターザン後藤一派を退団。 同年、プロレスラー養成所「夢名塾」に入団。
2007年6月2日、プロレス団体「夢名塾プロレスリング」を旗揚げ戦を開催。
2009年1月、夢名塾プロレスリングの塾長に就任。
2016年2月14日、夢名塾プロレスリングが団体名を夢闘派プロレスリングに改称して再旗揚げ戦を開催。
3月19日、プロレスリングHEAT-UPに移籍。
2024年7月3日、自身のSNSで退団を一方的に発表。団体側はこの件に関して連絡を試みるも、渡辺側は一切対応しない姿勢をとったため、団体は公式に18日付けで解約解除を発表した。

## 得意技
塾長ドライバー
ジャーマンスープレックス
バックドロップ
コブラツイスト

## 入場曲
- 虎杖（SOOTHE）

## タイトル歴
- アメリカスヘビー級王座
- WMWインターナショナルスーパーミドル級王座
- PWFジュニアヘビー級王座